# Sinfonía n.º 57 (Haydn)

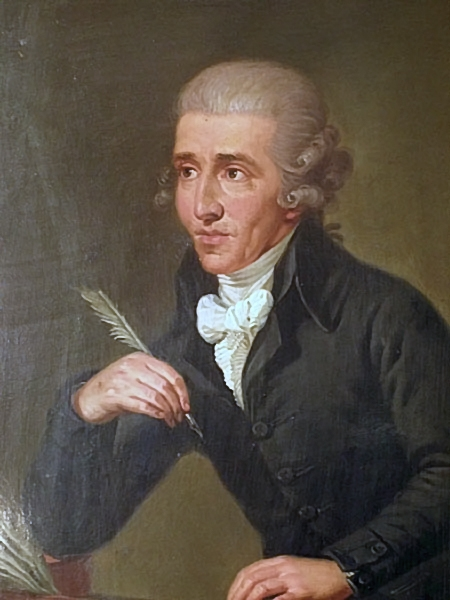
Haydn hacia 1770.

La Sinfonía n.º 57 en re mayor, Hob. I:57 fue compuesta por Joseph Haydn en 1774.

## Historia
La producción sinfónica del maestro austríaco puede dividirse a grandes rasgos en tres bloques temporales: el primer bloque (1757-1761) se corresponde con su periodo al servicio del conde Carl von Morzin (n.º 1 - n.º 5); el segundo bloque en la corte Esterházy (1761-1790 pero con la última sinfonía para el público de Esterházy en 1781); y el tercer bloque (1782-1795) comprende las Sinfonías de París (n.º 82 - n.º 87) y las Sinfonías de Londres (n.º 93 - n.º 104). El 1 de mayo de 1761 el compositor firmó su contrato como vice-kapellmeister (más tarde kapellmeister) de la familia Esterházy, que nominalmente duró 48 años, hasta su muerte.
La composición de esta pieza se desarrolló en 1774. Se conserva el manuscrito autógrafo fechado en ese año.

## Instrumentación
La partitura está escrita para una orquesta formada por:
- Viento madera: 2 oboes y 1 fagot.
- Viento metal: 2 trompas y [2 trompetas].
- Percusión: [timbales].
- Cuerda: una sección de cuerdas con 2 violines, viola, violonchelo y contrabajo.
- Teclado: clavecín como bajo continuo.

Las partes para timbales posiblemente fueron añadidas con posterioridad. También se añadieron dos clarini o trompetas de las que se conserva solo la parte escrita para la primera trompeta. En aquella época se solía emplear un fagot para amplificar la voz del bajo, incluso sin una notación separada. En cuanto a la participación del clavecín como bajo continuo en las sinfonías de Haydn existen diversas opiniones entre los estudiosos: James Webster se sitúa en contra; Hartmut Haenchen a favor; Jamie James en su artículo para The New York Times presenta diferentes posiciones por parte de Roy Goodman, Christopher Hogwood, H. C. Robbins Landon y James Webster. A partir de 2019 la mayor parte de las orquestas con instrumentos modernos no utiliza el clavecín como continuo. No obstante, existen grabaciones con clavecín en el bajo continuo realizadas por: Trevor Pinnock (Sturm und Drang Symphonies, Archiv, 1989-1990); Nikolaus Harnoncourt (n.º 6–8, Das Alte Werk, 1990); Sigiswald Kuijken (incluidas las Sinfonías de París y Londres; Virgin, 1988-1995); Roy Goodman (Ej. n.º 1-25, 70-78, 82-87; Hyperion, 2002).

## Estructura y análisis
La sinfonía consta de cuatro movimientos:
- I. Adagio – (Allegro), en re mayor 3
4
- II. Adagio, en sol mayor 6
8
- III. Menuet. Allegretto, en re mayor – Trio, en re menor 3
4
- IV. Finale. Prestissimo, en re mayor 4
4

La interpretación de esta obra dura aproximadamente entre 30 y 35 minutos. Aunque muchas de las obras de la extraordinaria producción sinfónica de Haydn fueron pioneras, esta obra es muy conservadora al igual que su cercana homóloga la Sinfonía n.º 55 "El profesor". En ella vemos a un compositor maduro alejarse del estilo Sturm und Drang de sus sinfonías anteriores. En su lugar, le vemos experimentar con nuevos recursos compositivos en algunos momentos, mientras que en otros simplemente confía en su maestría artesanal. Daniel Heartz ha señalado el uso de Haydn de un "motivo en re repetido" desde el principio de la sinfonía durante toda la obra.

### I.Adagio – (Allegro)
El primer movimiento, Adagio – (Allegro), está escrito en la tonalidad de re mayor, en compás de 3/4 y sigue la forma sonata. Se abre con una introducción lenta, marcada Adagio, que es la más larga que Haydn había compuesto hasta entonces. El Allegro que sigue, a diferencia de los otros movimientos iniciales de este volumen, presenta una textura casi de perpetuum mobile en corcheas y un ritmo armónico lento. También es muy extensa, en especial la exposición, ya que no hay una, sino dos secciones en piano contrastantes, y Haydn no tiene prisa. En todos estos aspectos se parece al primer movimiento de la Sinfonía n.º 42, también en re mayor. Este movimiento de apertura está relativamente desprovisto de material temático, y en su lugar utiliza "riffs" compositivos bien orquestados. Quizá se dio cuenta de esta ausencia de melodía, porque añadió al comienzo un suspirante Adagio, que contiene algunos de los elementos dramáticos que faltan en el resto del movimiento.

### II.Adagio
El segundo movimiento, Adagio, está en fa mayor, en compás de 6/8 y se estructura como un tema con cuatro variaciones. El movimiento lento es en gran medida de naturaleza experimental y se basa en uno de los mayores golpes de genio de Haydn. En lugar de preocuparse por el drama trágico o la fluidez de la melodía, se centra en nuevas técnicas orquestales y dinámicas para mantener el movimiento. Más adelante, en su periodo maduro de 1790, haría ambas cosas al mismo tiempo con resultados magníficos. Utiliza unas encantadoras oleadas dinámicas, así como un astuto empleo del pizzicato. No obstante, se queda corto a la hora de conmover al público, algo cada vez más importante a finales del Clasicismo. El tema comprende dos mitades; la primera alterna entre tres motivos contrastantes: breve y pizzicato; breve y legato; más extenso y cantarín. Por el contrario, en la segunda mitad la vena melódica toma el relevo con mayor rapidez, se prolonga y adquiere un sentimiento más profundo hasta que reaparece el pizzicato inicial como cadencia final. El resto del movimiento comprende cuatro variaciones, que combinan espléndidos cambios en la instrumentación, una figuración de filigrana para los violines y hacia el cierre un aumento del cromatismo y texturas más densas. Pero, como gesto final, Haydn repetirá la cadencia de pizzicato por última vez.

### III.Menuet. Allegretto– Trio
El tercer movimiento, Menuet. Allegretto – Trio, está en re mayor que en el trío pasa a re menor y en compás de 3/4. Es un movimiento muy logrado en el cual Haydn fusiona el minueto con el trío, algo en lo que en ocasiones fracasa. Mientras que el trío es sucinto en su carácter y relativamente conservador en su alcance, el minueto es una construcción extendida que se sirve de voces compuestas y cuidadas indicaciones de articulación para expresar sus intenciones. El minueto está basado en un alegre motivo giratorio. Se prolonga considerablemente en su segunda mitad e incluye una coda distintiva que sigue a la cadencia estructural. Los dos últimos compases saltan al unísono a través de la tríada y, para mayor sorpresa, se repiten de inmediato en re menor, como comienzo del trío, pero de tal manera que los cuatro primeros compases suenan como una transición, como si el "verdadero" trío empezara en su quinto compás y estuviera en si bemol mayor. Hasta el final la forma no se hace evidente: esos primeros compases en re menor son el arranque del trío.

### IV.Finale. Prestissimo
El cuarto y último movimiento, Finale'. Prestissimo, retoma la tonalidad inicial, el compás es 4/4 y también responde a la forma sonata. El Finale es la parte más potente y trepidante de la obra. Su tema principal, con otro motivo giratorio, parece derivar de un tema folclórico austríaco del siglo XVII titulado Canzona y Capriccio sobre el cacareo de gallinas y gallos. El compositor barroco Alessandro Poglietti también aprovechó esta melodía popular en su obra "Canzona and Capriccio on the Racket of Hen and Rooster". Aquí la melodía es presentada con un ritmo de danza (tarantella/saltarello) similar a la anterior Sinfonía n.º 56. Esta misma técnica la aplicaría con gran habilidad y destreza en el último movimiento de su Sinfonía n.º 104 "Londres". Asimismo, experimenta de manera satisfactoria con gestos humorísticos como el ocurrente deslizamiento mancando utilizado varias veces en las cuerdas a lo largo del movimiento. El impulso se mantiene sin interrupción, salvo cuando Haydn hace una breve pausa para su característica fusión de ingenio y sentimiento. Sin embargo, no cabe duda de la "emotividad" del desenlace. En resumen, la sinfonía se supera en cada movimiento y el Finale triunfa sin lugar a dudas en su intento de ser dramático y conclusivo.